# مرسر موتور
مرسر موتور (انگلیسی: Mercer) شرکت خودروسازی آمریکایی است، که در سال ۱۹۰۹ تأسیس شد.